# Dalea reverchonii
Dalea reverchonii là một loài thực vật có hoa trong họ Đậu. Loài này được (S.Watson) Shinners miêu tả khoa học đầu tiên.